# 洛寧県
洛寧県（らくねい-けん）は中華人民共和国河南省洛陽市に位置する県。

## 行政区画
- 街道:永寧街道
- 鎮:上戈鎮、下峪鎮、河底鎮、興華鎮、東宋鎮、馬店鎮、故県鎮、趙村鎮、長水鎮、景陽鎮
- 民族鎮:王范回族鎮
- 郷:城郊郷、小界郷、羅嶺郷、底張郷、陳呉郷、澗口郷

## 交通

### 道路
- 高速道路
  -  洛盧高速道路（中国語版）
  -  澠淅高速道路
- 国道
  - G241国道（中国語版）
  - G343国道（中国語版）